# Джолли-Смит, Кристиан
Кристиан Бринхильд Очилтри Джолли-Смит (англ. Christian Brynhild Ochiltree Jollie Smith; 15 марта 1885 — 14 января 1963) — австралийская юристка, участница рабочего и социалистического движения. Соучредительница Коммунистической партии Австралии. Известна своей деятельностью в качестве защитницы, представлявшей в суде бастующих горняков и малоимущих арендаторов во время Великой депрессии, а также вкладом как юрисконсультанта в пресечение попыток правительства выслать из страны чехословацкого журналиста-коммуниста Эгона Киша в 1934 году и запретить коммунистическую партию в 1951 году.

## Биография
Родилась в Парквилле (Мельбурн, штат Виктория). Дочь уроженца Шотландии Томаса Джолли-Смита и его австралийской супруги Джесси Очилтри. Выросла в Наракурте (Южная Австралия), где её отец был пресвитерианским священником. Она получала домашнее образование, прежде чем поступить в пресвитерианский женский колледж в Мельбурне в 1903/04 году. Кристиан изучала право в Мельбурнском университете, получив степень бакалавра в 1911 году и познакомившись с социализмом благодаря её другу Гвидо Баракки.
Джолли-Смит была допущена Верховным судом Виктории к адвокатской практике в 1912 году. Она принадлежала к группе левых интеллектуалов, включавшей Уильяма Эрсмана, Луи Эссона и его жену Хильду, а также Катарину Сусанну Причард. Будучи противницей Первой мировой войны, она принимала активное участие в кампаниях против призыва на военную службу в военные годы.
В Виктории она боролась за финансовую независимость от своих родителей, работая с 1914 года на самых разнообразных работах — была адвокатом, учительницей, журналисткой, а в 1918 году стала первой женщиной-таксистом в Мельбурне под именем «Памела Браун». В 1919 году она преподавала английскую литературу в средней школе Мельбурна, гимназии Брайтона, а после переезда в Сидней — в Трудовом колледже Нового Южного Уэльса. Там она в декабре 1920 года стала членом учредительного комитета Коммунистической партии Австралии и в 1920—1921 годах выпускала в Сиднее издание «Australian Communist» («Австралийский коммунист»).
30 октября 1924 года Кристиан Джолли-Смит стала второй женщиной, допущенной к работе в качестве солиситора в Новом Южном Уэльсе. Она создала свою собственную практику, занимающуюся в основном политическими и производственными делами по линии профсоюзов и социалистического движения.
Когда в 1934 году правительство попыталось не пустить в Австралию направлявшегося на антифашистский конгресс противников войны журналиста Эгона Киша (чехословацкого еврея и члена Коммунистической партии Германии), а тот совершил свой исторический прыжок с борта отвозившего его корабля на мельбурнский причал, его постановили депортировать под предлогом проваленного экзамена на «знание европейского языка» (под которым понимался шотландско-гэльский язык) и затем продолжали попытки судебного преследования и тюремного заключения, Джолли-Смит немедленно вызвалась защищать гостя из Европы. Она была юрисконсультом представлявших Киша Альберта Пиддингтона и Мориса Блэкберна, выигравших в итоге апелляции в Высоком суде Австралии. Во время этих процессов на Джолли-Смит совершил покушение придерживавшийся ультраправых взглядов Э. Г. Лэмб.
В 1951 году Джолли-Смит консультировала того же судью-лейбориста Герберта Вира Эватта, что в своё время вынес решение в пользу Киша, а сейчас от имени профсоюзов успешно оспорил прошлогодний закон, постановлявший распустить коммунистическую партию и близкие организации.
В 1956 году она вместе с историком Брайаном Фицпатриком помогала правозащитнице Джесси Стрит составить петицию о расширении конституционных прав на коренных австралийцев, предвосхищавшую соответствующий референдум 1967 года.
Джолли-Смит никогда не была замужем. Они оставалась друзьями на всю жизнь с писательницей Кэтрин Сюзанной Причард и поэтессой Нетти Палмер. Джолли-Смит умерла 14 января 1963 года в Северном Сиднее и была кремирована, однако с соблюдением пресвитерианской заупокойной службы. Австралийская коммунистическая газета «Tribune» описала ее как одну из «самых преданных борцов за рабочий класс в интеллектуальной и профессиональной сферах».

## Сочинения
- 1919 The Japanese Labor movement. William Andrade, Melbourne.